# 미조테 겐세이
미조테 겐세이(일본어: 溝手 顕正, 1942년 9월 13일~2023년 4월 14일)는 5선 참의원 의원을 지낸 일본의 정치인이다.

## 생애
1942년 9월에 히로시마현 히로시마시(지금의 히로시마시 미나미구)에서 태어났다. 이후 아키군, 가모군 하라촌(지금의 히가시히로시마시)을 거쳐 미하라시로 이사 가서 정착했다.
히로시마 대학 부속 미하라 중학교, 히라시마 대학 부속 고등학교를 거쳐 1966년에 도쿄 대학 법학부를 졸업했다. 고등학생 때 전국 고등학교 축구 선수권 대회에 출전해 준우승을 했고 대학생 때는 미식축구부 주장을 맡았다.
졸업 후 후지제철(지금의 일본제철)에 입사했다. 1971년 퇴사한 뒤 장인이 경영하는 조선사의 부사장이 되었다가 1979년에 대표이사 사장에 취임했다. 이 기간 동안 일본조선공업회 상임이사와 미하라상공회의소 부회장도 역임했다.
1987년에 지역 상업계의 지지를 바탕으로 미하라시장 선거에 출마해 당선됐다. 1991년에 재선에 성공했으며 1993년에는 후지타 유잔이 히로시마현지사 선거에 출마하면서 사임하면서 열린 참원선 보궐선거에 자유민주당 공천을 받고 출마해 당선됐다. 1997년 9월에 통상산업정무차관을 지냈고 2004년에 참의원 의원운영위원장이 되었다.

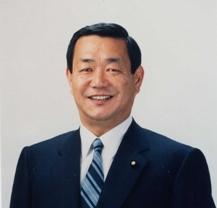
입각 당시 미조테의 초상화.

2006년 자민당 총재 선거 때 아베 신조를 지지했고 아베가 당선되자 국가공안위원장 겸 내각부 특명담당대신(방재 담당)에 임명돼 처음 입각했다. 이례적으로 대신정무관과 부대신을 하나도 경험하지 않고 바로 입각했다. 재임 중에 정부에 알리지 않고 사회복지법인 이사장을 맡으면서 보수를 받아 「대신 규범」을 위반했다는 의혹을 받았다. 이에 미조테는 그때까지 받은 보수를 모두 사회복지법인에 반환했을 뿐 각료나 의원 사임은 부정하면서 논란이 일었다.
2007년 7월 참원선 선거 유세가 한창일 때 니가타현 주에쓰 해역 지진이 발생하자 선거 운동을 중지하고 정부조사단장이 되어 피해 지역을 시찰했다. 이후 진행된 선거에서 당선돼 4선 의원이 되었고 8월에 출범한 제1차 아베 신조 내각 (개조)에서 유임됐다. 12월에 북일국교정상화를 주장하는 의원 연맹인 자유민주당 한반도문제 소위원회가 출범하자 부위원장이 되었으며 2008년에 참의원 예산위원장, 2009년에 참의원 국가기본정책위원장을 차례로 역임했다.
2011년 9월 자민당 참의원 의원회장 나카소네 히로후미가 고사카 겐지, 야마모토 이치타가 각각 참의원 간사장과 참의원 정책심의회장에 유임되는 안을 제시했지만 자유민주당 집행부는 이를 받아들이지 않았다. 고사카는 2009년 총선에서 낙선한 뒤 2010년 참원선에서 당선된 인물이었고 야마모토는 나카소네와 동향 출신이었기 때문이었다. 나카소네는 참의원 간사장에 고노이케 요시타다를 새로 추천했지만 집행부는 이것도 부결했다. 이후 미조테를 간사장에, 이와키 미쓰히데를 정책심의회장에 추천하는 안이 승인되면서 미조테는 참의원 간사장에 취임했다.
2013년 참원선에서 당선되어 5선 의원이 되었다. 7월 26일 나카소네의 임기 만료로 열린 참의원 의원회장 선거에 출마해 31표를 얻은 고노이케를 꺾고 82표를 얻어 당선됐다.
2014년 9월 9일 한 표의 격차를 시정하기 위한 선거 제도 개혁에 대해 미조테가 소극적인 자세를 보이자 참의원 간사장 와키 마사시로부터 비판을 받은 뒤 의원회장 사임을 요구받았다. 하지만 미조테는 이를 받아들이지 않고 3일 뒤 와키를 간사장에서 경질했다. 선거 제도 개혁은 신당 개혁 대표 아라이 히로유키가 제안한 합동선거구를 창설하는 「공직선거법」 개정안이 받아들어져 2015년 7월 28일 국회를 통과했다.
2016년 참의원 의원회장에서 경질됐다.
6선을 향해 2019년 참원선에 일찌감치 공천을 신청해 낙점을 받았다. 그런데 2018년 말에 총리대신 아베와 관방장관 스가 요시히데의 뜻에 따라 자민당 집행부가 히로시마현 선거구에 자민당 후보를 두 명 공천하기로 결정했다. 히로시마현연합회는 조직이 분열될 수 있다며 반대하며 결정을 번복해줄 것을 요청했으나 2019년 3월 13일 자민당은 중의원 의원 가와이 가쓰유키의 아내인 히로시마현의회 의원 가와이 안리 공천을 결정했다.
2019년 4월부터 6월까지 자민당 본부는 가와이 안리가 지부장으로 있는 히로시마현 참의원 선거구 제7지부에 7,500만 엔을, 가와이 가쓰유키가 지부장으로 있는 히로시마현 제3선거구지부에 7,500만 엔을 선거 자금으로 지급했다. 그런데 미조테에게는 1,500만 엔만 지급했다. 막강한 자금력 앞에 미조테는 낙선했고 가와이가 당선됐다. 미조테는 낙선 후에 "두 명을 공천한 건 역시 바보 같은 얘기다. 자민당은 앞으로 이를 잘 생각해야 한다"라고 말했다.
2019년 11월 욱일대수장을 수훈했지만 다른 용무가 있다며 친수식에 참석하지 않았다.
미하라시장 덴마 요시노리가 사임하자 보궐선거에 입후보를 표명한 오카가 요시히로에 대한 지지를 밝혔고 오카가가 당선에 성공했다.
2021년 2월 뇌경색으로 미하라시의 한 병원에 입원했다. 그리고 2023년 4월 14일 사망했다. 향년 80세. 사후 종3위에 추서됐다.

## 역대 선거 기록
|  | 0% |

|  | 0% |

|  | 57.82% |

|  | 34.53% |

|  | 31.91% |

|  | 29.99% |

|  | 46.28% |

|  | 26.47% |